# Betina Faist
Betina I. Faist (* 1966) ist eine deutsche Altorientalistin.
Betina Faist studierte zwischen 1984 und 1991 Geschichte an der Fakultät für Philosophie und Literaturwissenschaften der Universidad de Buenos Aires. Ihr Studium beendete sie mit dem Masterabschluss. Thema der spanischsprachigen Masterarbeit war Analyse und Funktion der Reden bei Polybios. Von 1991 bis 1997 studierte sie Altorientalistik am Altorientalischen Seminar der Universität Tübingen. 1998 erfolgte bei Wolfgang Röllig die Promotion mit einer Dissertation zum Thema Der Handel des mittelassyrischen Reiches zwischen dem 14. und 11. Jahrhundert v. Chr. Unterstützt durch ein Postdoktoranden-Stipendium des Tübinger Graduiertenkollegs „Anatolien und seine Nachbarn. Kulturelle Wechselbeziehungen und Zivilisationsentwicklung vom Neolithikum bis in die römische Kaiserzeit“ forschte sie zwischen 1998 und 2000 weiter in Tübingen.
2000 wurde Faist wissenschaftliche Mitarbeiterin des an der Freien Universität Berlin angesiedelten Assur-Projektes, wo sie neuassyrische Rechts- und Verwaltungsurkunden aus den Funden von Assur im Berliner Vorderasiatischen Museum bearbeitete. Sie blieb dort, bis sie 2010 als Akademische Rätin an die Abteilung für Assyriologie des Seminars für Sprachen und Kulturen des Vorderen Orients der Universität Heidelberg wechselte. Dort habilitierte sie sich 2017 mit der Arbeit Assyrische Rechtsprechung im 1. Jt. v. Chr. und erhielt die venia legendi für das Fach „Assyriologie/Altorientalistik“. Seit 1997 ist Faist auch als Philologin für die von der Deutschen Forschungsgemeinschaft geförderte Ausgrabung im syrischen Emar tätig.
Ihre Forschungsschwerpunkte liegen bei der Erforschung Nordmesopotamiens und Syriens im 2. Jahrtausend v. Chr. sowie Assyriens im 1. Jahrtausend v. Chr.

## Schriften (Auswahl)
- Der Fernhandel des assyrischen Reiches zwischen dem 14. und 11. Jahrhundert v. Chr. (= Alter Orient und Altes Testament. Band 265). Ugarit-Verlag, Münster 2001, ISBN 3-927120-79-0.
- Herausgeberin mit Hartmut Blum, Peter Pfälzner und Anne-Maria Wittke: Brückenland Anatolien? Ursachen, Extensität und Modi des Kulturaustausches zwischen Anatolien und seinen Nachbarn. Attempto, Tübingen 2002, ISBN 3-89308-346-4.
- Neuassyrische Rechtsurkunden III. (= Wissenschaftliche Veröffentlichungen der Deutschen Orient-Gesellschaft. Band 110). SDV, Saarwellingen 2005, ISBN 3-930843-95-1.
- Herausgeberin mit Margarete van Ess und Reinhard Dittmann: „Es ist schon lange her. Das freut uns um so mehr“. Vorderasiatische Beiträge für Uwe Finkbeiner (= Baghdader Mitteilungen. Band 37). Philipp von Zabern, Mainz 2006.
- Alltagstexte aus neuassyrischen Archiven und Bibliotheken der Stadt Assur (= Studien zu den Assur-Texten. Band 3). Harrassowitz, Wiesbaden 2007, ISBN 978-3-447-05647-2.
- Neuassyrische Rechtsurkunden IV (= Ausgrabungen der Deutschen Orient-Gesellschaft in Assur. Abteilung E: Inschriften. 8: Keilschrifttexte aus neuassyrischer Zeit. 4 = Wissenschaftliche Veröffentlichungen der Deutschen Orient-Gesellschaft. Band 132). Harrassowitz, Wiesbaden 2010, ISBN 978-3-447-06458-3.
- Assyrische Rechtsprechung im 1. Jt. v. Chr. (= dubsar. Band 15). Zaphon, Münster 2020, ISBN 978-3-96327-092-5.
- mit Josué J. Justel, Ferhan Sakal, Juan-Pablo Vita: Bibliography of Emar Studies (= Barcino Monographica Orientalia. Band 19). Edicions de la Universitat de Barcelona, Barcelona 2022, ISBN 978-84-9168-916-4 (online).